# Always Outnumbered, Never Outgunned
Albums de The Prodigy
The Fat of the Land
(1997) Their Law: The Singles 1990–2005
(2005)
Always Outnumbered, Never Outgunned est un album du groupe The Prodigy sorti le 11 août 2004. Il fut enregistré sans Keith Flint et Maxim Reality

## Liste des titres
| No  | Titre                     | Featuring                                              | Durée |
| --- | ------------------------- | ------------------------------------------------------ | ----- |
| 1.  | Spitfire                  | Juliette Lewis                                         | 5:07  |
| 2.  | Girls                     | Ping Pong Bitches                                      | 4:13  |
| 3.  | Memphis Bells             | Princess Superstar                                     | 4:22  |
| 4.  | Get Up Get Off            | Twista & Shahin Badar                                  | 4:19  |
| 5.  | Hot Ride                  | Juliette Lewis                                         | 4:35  |
| 6.  | Wake Up Call              | Kool Keith                                             | 4:55  |
| 7.  | Action Radar              | Paul Jackson                                           | 5:31  |
| 8.  | Medusa's Path             |                                                        | 3:14  |
| 9.  | Phoenix                   |                                                        | 4:37  |
| 10. | You'll Be Under My Wheels | Kool Keith                                             | 3:56  |
| 11. | The Way It Is             |                                                        | 5:46  |
| 12. | Shoot Down                | Liam Gallagher (vocals) & Noel Gallagher (bass guitar) | 4:40  |

Une seconde version de l'album existe et ajoute le titre More Girls.